# Robert Hutton (Sportschütze)
Robert „Bob“ Hutton (* 4. Dezember 1872 in Killeshandra; † 9. Juli 1920 in Swanlinbar) war ein britischer Sportschütze aus Irland.

## Erfolge
Robert Hutton nahm an den Olympischen Spielen 1908 in London im Trap teil. Gemeinsam mit George Whitaker, John Butt, William Morris, Henry Creasey und George Skinner gewann er in der Mannschaftskonkurrenz die Bronzemedaille hinter der ersten britischen Mannschaft und den Kanadiern. Hutton war dabei mit 56 Punkten der schwächste Schütze der Mannschaft. Den Einzelwettbewerb beendete er mit 53 Punkten auf dem siebten Rang.